# ミンミン!
『ミンミン!』は、あさぎり夕による日本の漫画作品。『なかよし』（講談社）にて連載された。単行本は同社の講談社コミックスなかよしより全5巻。

## 概要
貧乏高校生とおちこぼれ魔法使いとの恋愛を描いたラブコメ作品。あさぎり夕のなかよし時代末期の頃のヒット作。当時の『なかよし』の代表作のキャラクターが出演するファミコンソフト『なかよしといっしょ』にも登場する。

## 登場人物

### 主要登場人物
ミンミン
主人公。落ちこぼれの魔法使いの少女。いたずら好きだったことが原因で師匠に人形にされて人間界に降ろされる。元の姿になるには誰かにキスされなければならない。また、寝ると人形に戻ってしまう。中国の伝統的な格好をしているため、人形状態になるとチャイナドールのようになる。偶然にも一矢に拾われる。大食いだったため、始めは一矢に嫌がられていたが、最終的に相思相愛になる。大ざっぱで気まぐれな性格だが、一矢への愛は本物。
落ちこぼれなのだが、時々すごい才能を発揮することも。人間の血をひいているため、ほかの魔法使いは自然のエネルギーが魔力源になるのだが、ミンミンは食べたものが魔力源になる。このため、呪いがかかった食べ物を食べてもすっかり消化、代謝すれば呪いが解ける、ローザ（後述）の呪いで自然のエネルギーがなくなっても魔法が使えるなど、ある意味ではすごい。（落ちこぼれというのは、魔法の腕のことではなく、大ざっぱで気まぐれな性格のことかもしれない。）
村上一矢（むらかみいちや）
田舎を飛び出し、都会で一人暮らししている高校生。アルバイトと奨学金でどうにか暮らしている苦学生。なかなかの美形で学校一の秀才（自称「自分に足りないものは金だけ」）。貧乏という理由で彼女に振られ、ヤケになり、偶然拾ったチャイナドール（人形状態のミンミン）にキスをしたことで、ミンミンに出会う。金への執着が人一倍強く、人間の価値は学歴でも容姿でもなく金だと言い切るほど。初めはミンミンを嫌がっていたが、一途に自分を思ってくれるミンミンに惹かれ、最終的に相思相愛になる。バイト生活で身に付いた知恵が意外な所で役に立つことがある。基本的に本作は彼の視点で描かれることが多い。一見常識人なのだが、自分で自分のことをモテると言い切る程度にはナルシスト。姫子というかなりブラコンの妹がいる。
国立茂
一矢の悪友。容姿端麗で、モデルの仕事で月に30万円近く稼ぎ出すリッチな高校生で、一矢達は金欠になると国立のもとに厄介になる。実はファンタジーオタクで、魔法の国に行きたがっている。魔法の国での冒険に備えて体を鍛えていたり、中世の武具を集めていたりする。ファンタジーの知識が面々の窮地を救うことも。一矢の振られた彼女の元カレでもある。青の国の第一王子アモンに「卑怯な人間」と言われるほどずる賢いが、アモンも人のことは言えない。
アモン
青の国の第一王子。 少年時代にミンミンと修行したことがある。その時、ミンミンと結婚する約束をしたことがあり（ミンミンが半ば無理やり言わせた）、国立と共謀してミンミンを無理やり魔法の国へ連れて行こうとする。ガキっぽい性格のおぼっちゃまで、一矢のミンミンへの気持ちを利用して騙したりするなど、国立並みのせこい性格。しかし、本人は全く気付いてない。一応、約束は必ず守る性格であり（ただし、言葉のあやなどを巧みに使って、実質破ったのと同じようなことをする）、ミンミンを連れ帰ろうとしたのもこの性格が原因である。ミンミンと一矢の愛の力に魔法を破られ、大スランプになり、一矢の家に居候することになる。人間界の常識に疎く、武術ではないスポーツがあるのが理解できない、弱い男がもてるのが理解できないなど、カルチャーショックも多い。好物は肉。
シヴァ・シーン
アモンのお目付け役。かなり口うるさいが、アモンへの忠誠心は本物。アモンのお目付け役の役目を果たすため、一矢の家に居候する。かなりの美形で、国立の代理でモデルをしたこともあった。
ロキ
魔族の青年。ミンミンとアモンの幼馴染。魔族であることから迫害されていて、ミンミンの存在だけが心の支えだった。が、一矢を攻撃してミンミンに反撃を喰らったことから、絶縁する。
ローザ
ロキの変身した姿。邪悪な心で満たされると魔女ローザに変身する。

### その他の人物
麻衣子
一矢や国立の元カノ。一矢をあっさり振って、金持ちの男と付き合う。美人だが性格は悪い。一矢の金への執着を強くする要因の一つとなった。なぜ国立を振って彼より遥かに貧乏な一矢と付き合ったか、明白な理由は不明。

## 劇中設定
魔法界
中世ヨーロッパを思わせる異世界。劇中では青の国、黄の国が出てくる。
魔法使い
魔法界の人間。自然のエネルギーを使って魔法が使える、不老長寿など、人間界の人間とはかなり違うようである。
魔族
魔法界の少数民族で、魔法界では迫害されている。闇のエネルギーを使って魔法が使える、すぐ成長するなど、やはり人間界の人間とはかなり違うようである。

## 書誌情報
- あさぎり夕 『ミンミン!』 講談社〈講談社コミックスなかよし〉、全5巻
  1. 1990年10月2日発売、ISBN 4-06-178671-7
  2. 1991年3月1日発売、ISBN 4-06-178682-2
  3. 1991年7月1日発売、ISBN 4-06-178690-3
  4. 1991年12月25日発売、ISBN 4-06-178706-3
  5. 1993年5月27日発売、ISBN 4-06-178749-7
- あさぎり夕 『ミンミン!』 講談社〈KCデラックス〉、全4巻
  1. 1997年12月9日発売、ISBN 4-06-319882-0
  2. 1997年12月9日発売、ISBN 4-06-319883-9
  3. 1997年12月9日発売、ISBN 4-06-319884-7
  4. 1997年12月9日発売、ISBN 4-06-319885-5